# La Chambre interdite
Pour les articles homonymes, voir The Forbidden Room.
Pour plus de détails, voir Fiche technique et Distribution.
La Chambre interdite est un film d'aventure fantastique canadien réalisé par Guy Maddin et Evan Johnson et sorti en 2015.

## Synopsis
Dans le sous-marin SS Plunger, l’oxygène se fait rare. Le compte à rebours vers une mort certaine est enclenché. L’équipage cherche en vain le capitaine, le seul capable de les sauver. Soudain, de manière improbable, un bûcheron perdu arrive parmi eux et leur raconte comment il a échappé à un redoutable clan d’hommes des cavernes. Sa bien-aimée a été enlevée par ces hommes féroces, et il est prêt à tout pour la sortir de là. Embarquez dans le SS Plunger et faites le tour du monde des paysages oniriques, dans un tourbillon d’aventures peuplées de femmes fatales, de fous à lier et d’amoureux transis.

## Référence artistique
Le réalisateur Guy Maddin a expliqué avoir voulu rendre hommage aux films perdus de l'histoire du cinéma.

## Fiche technique
- Titre : La Chambre interdite
- Titre original : The Forbidden Room
- Réalisation : Guy Maddin et Evan Johnson
- Scénario : Guy Maddin, Evan Johnson, Robert Kotyk, John Ashbery et Kim Morgan
- Musique : Galen Johnson, Guy Maddin et Jason Staczek
- Montage : John Gurdebeke
- Photographie : Stéphanie Weber-Biron
- Costumes : Elodie Mard-Pasqualini, Yso South et Julie Charland
- Décors :
- Producteur : Phoebe Greenberg, Penny Mancuso, Phyllis Laing et David Christensen (en)
  - Producteur délégué : Jean du Toit, Emmanuelle Héroux et Liz Jarvis
- Production : Phi Films, Buffalo Gal Pictures et ONF
- Distribution : Ed Distribution et Kino Lorber
- Pays d'origine :  Canada
- Durée : 119 minutes
- Genre : Film d'aventure fantastique
- Dates de sortie :
  -  États-Unis : 26 janvier 2015
  -  Canada : 27 septembre 2015
  -  France : 16 décembre 2015

## Distribution
- Maria de Medeiros : la mère aveugle
- Udo Kier : l'obsédé, le valet de chambre de Thad et le pharmacien
- Mathieu Amalric : Thadeusz M. et le palefrenier
- Amira Casar : Mme M.
- Slimane Dazi : le baron Pappenheim
- Jean-François Stévenin : le Dr Mord-L'Oreiller
- Jacques Nolot : Le Tors et le ministre de l'intérieur
- Geraldine Chaplin : La Passion et l'infirmière
- Adèle Haenel : l'invalide
- Charlotte Rampling : la mère du palefrenier
- Ariane Labed : la jeune fille malade et la femme de chambre
- André Wilms : un chirurgien
- Roy Dupuis : Césaré
- Clara Furey : Margot, l'amnésique, la marchande de fleurs et la chanteuse
- Céline Bonnier : Ève
- Gregory Hlady : Jarvis, le Dr Deane et un mari
- Paul Ahmarani : le Dr Deng et Speedy
- Caroline Dhavernas : Gong
- Sophie Desmarais : Jane Lanyon
- Karine Vanasse : Florence Labadie
- Romano Orzari : le voleur de calamar, l'homme fou et le Dr Moarte-Joc
- Alexander Bisping : Harlan
- Neil Napier : Saplingjack, l'homme avec des pierres sur les chevilles
- Anthony Lemke : Bud
- Elina Löwensohn : la sœur
- Christophe Paou : le prisonnier ukrainien
- Éric Robidoux : Dr Xiao